# Luna Sea
Luna Sea este o formație japoneză de visual kei formată în anul 1986.

## Membri
- Ryuichi - Voce
- Sugizo - Chitară
- Inoran - Chitară
- J - Chitară bas
- Shinya - Baterie